# Allium rotundum
Allium rotundum es una especie de planta bulbosa geófita del género Allium, perteneciente a la familia de las amarilidáceas.

## Descripción
Allium rotundum puede alcanzar hasta un metro de altura. Con bulbo solitario, de ovoide a globoso, coriáceo, liso y de color grisáceo. Con bulbillos agudos y de color negro, de entre 1 y 13 con pequeños pedúnculos. Tallo circular y macizo. Cuenta con entre 2 a 5 hojas, cada una de las cuales tiene un diámetro de 2-8 mm finamente denticuladas. Forma una inflorescencia umbelada, esférica y densa. El perianto es ovoide, con tépalos libres de color rojo oscuro y púrpura, con un periodo de floración es entre mayo y junio. anteras 1 × 0,8 mm, amarillas o purpúreas. Ovario 2 mm, ovoide, liso, no crestado; estilo 0,9-2 mm; estigma entero. Cápsula 3,1-5,4 × 3,3-4,8 mm, con 1 o 2 semillas por lóculo. Semillas 2 mm, ± irregularmente ovado-angulosas, sin eleosoma.
Distribución
Es una especie euroasiática y del norte de África. Su gama nativa se extiende desde España y Marruecos hasta Irán y Rusia europea. Está escasamente naturalizado en partes de los Estados Unidos.
Hábitat
Zonas calcáreas, laderas arcillosas, playas y arenas entre 0 y 1400 m de altura sobre el nivel del mar.
Ecología
Herbazales subnitrófilos

## Taxonomía
Allium rotundum fue descrito por Carlos Linneo en: Species Plantarum ed. 2, 1:423. 1762.
- El Allium rotundum descrito por All. es el Allium acutiflorum de Loisel.
- El Allium rotundum descrito por Wimm. & Grab. es el Allium vineale de L.

Sinonimia
NOTA: Los nombres que presentan enlaces son sinónimos en otras especies: 
- Allium ampeloprasum subsp. paterfamilias
- Allium baumannianum
- Allium cambiasii
- Allium cilicicum
- Allium descendens
- Allium erectum
- Allium gracilescens
- Allium graminifolium
- Allium jajlae
- Allium jajlae var. baidarense
- Allium paterfamilias
- Allium porphyroprasum
- Allium preslianum
- Allium rodundum
- Allium rotundifolium
- Allium rotundum subsp. erectum
- Allium rotundum subsp. jajlae
- Allium rotundum subsp. waldsteinii
- Allium rotundum var. cambiasii
- Allium rotundum var. erectum
- Allium rotundum var. grandiflorum
- Allium rotundum var. melleum
- Allium rotundum var. porphyroprasum
- Allium rotundum var. reichenbachianum
- Allium rotundum var. rubicundum
- Allium rubicundum
- Allium scariosum
- Allium scorodoprasum subsp. jajlae
- Allium scorodoprasum subsp. rotundum
- Allium scorodoprasum subsp. waldsteinii
- Allium tmoleum
- Allium waldsteinianum
- Allium waldsteinii
- Porrum polyanthum
- Porrum rotundum

Vernáculo
Ajete, ajete de perro, ajo de España, ajo de viña, ajo pardo, ajo perruno, ajo salvaje, ajo silvestre, escorodón, rocambola

## Usos
En Turquía, tanto las hojas como el bulbo de esta planta se comen cocidos o crudos y se utilizan como especias para las comidas.

## Composición
Maisashvili et al. (2009a) identificó siete sapogeninas y saponinas en A. rotundum. Aislados y estudiados compuestos fenólicos, en particular, flavonoides y cumarinas, se encontró quercetina, luteolina, apigenina, hiperina, cinarósidos, Apigenin-7-O-ß-D-glucopyranoside, umbeliferona y escopoletina en las partes aéreas de A. rotundum. Maisashvili et al. (2009b) determinó carotenoides y aminoácidos, y encontró ßcaroteno (38% de la masa total de carotenoides), violaxantina (7,8%), flavoxantina (10,2%), luteína (16,5%), rubixantina (16,1%) y zeaxantina (9,1%), y ocho aminoácidos libres, serina (3,8%) (calculado por peso secado al aire de la materia prima), valina (2,9%), ácido aspártico (9.1%), metionina (1,8%), histidina (1,4%), α-alanina (5,2%), lisina (3,1%) y prolina (2.8%).